# The Harem World Tour: Live from Las Vegas
The Harem World Tour: Live From Las Vegas (en español: La gira mundial Harén, en vivo para Las Vegas) es un álbum en vivo de la cantante soprano Sarah Brightman, grabado en el MGM Grand Garden Arena en Las Vegas el 13 de marzo de 2004. Este álbum ocupó la posición #126 del Billboard 200, también fue lanzada una versión en DVD.

## Lista de canciones
1. "Kama Sutra"
2. "Harem Overture (Cancao do Mar)"
3. "It's A Beautiful Day"
4. "Dust In The Wind"
5. "Who Wants To Live Forever"
6. "Anytime, Anywhere"
7. "La Luna"
8. "Nessun Dorma"
9. "The War Is Over"
10. "Free"
11. "A Whiter Shade Of Pale"
12. "Phantom Of The Opera Suite"
13. "Wishing You Were Somehow Here Again"
14. "Time to Say Goodbye"
15. "A Question Of Honour"
16. "Snow On The Sahara" Canción Bonus (Versión estudio)

## Lista de canciones del DVD
1. "Kama sutra"
2. "Harem (Cancao do mar)"
3. "Beautiful"
4. "It's a beautiful day"
5. "Dust in the wind"
6. "Who wants to live forever"
7. "Anytime, anywhere interlude"
8. "Anytime, anywhere"
9. "Nella fantasia"
10. "Stranger in Paradise"
11. "La luna"
12. "Nessun dorma"
13. "No one like you"
14. "Arabian nights"
15. "The war is over"
16. "Free"
17. "What a wonderful world"
18. "A whiter shade of pale"
19. "Phantom of the opera suite"
20. "Wishing yo were somehow here again"
21. "Time to say goodbye"
22. "The journey home"
23. "A question of honour"

### Del CD
- La versión original de la canción #1 fue publicada en The Harem Tour CD.
- La versión original de las canciones #2, 3, 9 y 10 fueron publicadas en Harem.
- La versión original de las canciones #4, 6 y 8 fueron publicadas en Eden.
- La versión original de las canciones #5, 7 y 11 fueron publicadas en La Luna.
- La versión original de las canciones #12 y 13 fueron publicadas en la banda sonora de El fantasma de la ópera.
- La versión original de la canción #14 fue publicada en Timeless.
- La versión original de la canción #15 fue publicada en Fly.
- La canción #16 es inédita.

### Del DVD
- La versión original de la canción #1 fue publicada en The Harem Tour CD.
- La versión original de las canciones #2, 3, 4, 10, 14, 15, 16, 17 y 22 fueron publicadas en Harem.
- La versión original de las canciones #5, 7, 8, 9 y 12 fueron publicadas en Eden.
- La versión original de las canciones #11 y 18 fueron publicadas en La Luna.
- La versión original de las canciones #19 y 20 fueron publicadas en la banda sonora de El fantasma de la ópera.
- La versión original de la canción #6, 13 y 21 fue publicada en Timeless.
- La versión original de la canción #23 fue publicada en Fly.

## Extras del DVD (Disco 2)
- A "Making of" program about the tour and the DVD.
- "All access" backstage video tour.
- View multiple camera angles of select songs.
- On-stage and off-stage photo gallery of more than 500 images.
- Harem Quiz with a very special prize.